# 趙浚
趙浚（：／，1346年—1405年），字明仲，號吁齋，又號松堂。本貫平壤趙氏，高麗末期及朝鮮初期大臣、將領、詩人。
趙浚是高麗時代門下侍中趙仁規的曾孫、趙璉的孫子，為版圖判書趙德裕的第五子。1371年被薦舉為文官，1374年及第，恭愍王在位期間擔任文官和武官的官職。1384年時短暫的被免官。
1388年，李成桂發動威化島回軍後，因為信任趙浚，使他復歸政壇，關拜知密直司事兼大司憲，封忠義君。他彈劾門下侍中曹敏修，使其被放逐。並參與介入了1389年廢黜昌王、改立恭讓王的事件中。1392年，趙浚與鄭道傳等人一起推戴李成桂受禪，建立朝鮮王朝，被李成桂列為開國功臣之一。
在朝鮮時期，趙浚致力於改革朝鮮的經濟專制制度，對朝鮮早期經濟的發展貢獻很大。後來，趙浚參與了第一次王子之亂。歷任都統使、門下右侍中、左政丞。1403年，領議政府事，朝鮮太宗稱他為朝廷的賢相，頗為器重。其子趙大臨娶太宗之女慶貞公主為妻。
1405年病逝，諡文忠。